# Roses/Lotus/Violet/Iris
Roses/Lotus/Violet/Iris è un singolo della cantante statunitense Hayley Williams, pubblicato il 19 marzo 2020 come primo estratto dal suo secondo EP Petals for Armor II.

## Tracce
Testi e musiche di Hayley Williams, Joey Howard e Daniel James.
1. Roses/Lotus/Violet/Iris – 5:21

## Formazione
- Hayley Williams – voce
- Taylor York – produzione, strumenti aggiuntivi
- Joey Howard – basso, tastiera
- Aaron Steel – batteria, percussioni, conga
- Daniel James – arrangiamento archi, produzione aggiuntiva
- Benjamin Kaufman – violino, violoncello
- Julien Baker – cori
- Phoebe Bridgers – cori
- Lucy Dacus – cori
- Carlos de la Garza – missaggio, ingegneria del suono
- Kevin "K-Bo" Boettger – assistenza all'ingegneria del suono
- Michael Craver – assistenza all'ingegneria del suono, assistenza al missaggio
- David Fitzgibbons – assistenza all'ingegneria del suono, assistenza al missaggio
- Michelle Freetly – assistenza all'ingegneria del suono
- Jake Butler – assistenza all'ingegneria del suono
- Dave Cooley – mastering